# Vlag van Split-Dalmatië

Vlag van Split-Dalmatië (ratio 1:2)

De vlag van Split-Dalmatië is lichtblauw met een goudgele broeking met een breedte van 1/3 vlaglengte. In de broeking staat het provinciewapen. De kleuren zijn die uit het wapen van Dalmatië. De vlag is aangenomen in 12 december 1995. Het wapen is de kroon van Zvonimir gebaseerd op de afbeelding van een kroon op het hoofd van een Kroatische koning, gevonden op een doopvont in vroeg Romeinse stijl uit de 11de eeuw in Split.